# Njárgajávri (sjö, lat 69,72, long 27,55)
Njárgajávri är en sjö i Finland. Den ligger i kommunen Utsjoki i landskapet Lappland, i den norra delen av landet, 1 100 km norr om huvudstaden Helsingfors. Njárgajávri ligger 276 meter över havet. Den ligger vid sjön Vetsijärvi. Omgivningarna runt Njárgajávri är i huvudsak ett öppet busklandskap. Arean är 32,7 hektar och strandlinjen är 3,78 kilometer lång. Sjön  ingår i Tana älvs huvudavrinningsområde. 